# ماكس أمان
ماكس أمان (24 نوفمبر 1891 - 30 مارس 1957) سياسيًا ألمانيًا ورجل أعمال وعضوًا في الحزب النازي. كان أول مدير أعمال للحزب النازي، وأصبح فيما بعد رئيسًا لأهير فيرلاغ، دار النشر الرسمية للحزب النازي. بعد انتهاء الحرب، تم القبض على أمان من قبل قوات الحلفاء. أمان تم اعتباره Hauptschuldiger وحكم عليه بالسجن لمدة عشر سنوات في معسكر العمل. أطلق سراحه في عام 1953. توفي أمان في فقر في 30 مارس 1957، في ميونيخ.

## سيرة شخصية
ولد أمان في ميونيخ في 24 نوفمبر 1891. خلال الحرب العالمية الأولى حصل على رتبة فيلدفيبل (أي ما يعادل رقيب أركان في الجيش الأمريكي) في فوج المشاة الملكي البافاري السادس عشر. كان أمان رقيب سرية أدولف هتلر، وبالتالي كان من أوائل معارفه هتلر قبل صعوده إلى الصدارة في السياسة الألمانية بوقت طويل. حصل على الصليب الحديدي من الدرجة الثانية خلال الحرب. 

## روابط خارجية
- ماكس أمان على موقع IMDb (الإنجليزية)
- ماكس أمان على موقع مونزينجر (الألمانية)
- ماكس أمان على موقع قاعدة بيانات الفيلم (الإنجليزية)